# Escudo de La Plata

Escudo de la ciudad de La Plata.

El escudo de La Plata es el escudo oficial que utilizan las diferentes áreas y dependencias del Gobierno de La Plata.

## Historia
Aprobado en sesión del 17 de abril de 1891, el proyecto del escudo fue obra de Pedro Benoit, quien fuera también el autor del proyecto del trazado de la ciudad y del plano de la Catedral, director de las obras públicas, Concejal e Intendente Municipal.
El dibujo original del escudo fue realizado por el arquitecto Ernesto Meyer. Fue hecho a pluma, en negro, con criterio verista, sin otra estilización que la marcada en la imagen del sol radiante.
Se cree que el escudo era a su vez la medalla que portan los miembros de la logia masónica «La Plata» Nro. 80, logia que actualmente adoptaría como medalla distintiva.[cita requerida]
Actualmente el dibujo original es exhibido en el despacho del Intendente Municipal.